# Catocala dilecta
Catocala dilecta és una espècie de papallona nocturna de la subfamília Erebinae i la família Erebidae.

## Distribució
Es troba al nord-oest d'Àfrica i del sud d'Europa fins a l'Àsia Menor.

## Descripció
Fa 78-84 mm d'envergadura alar. Els adults volen de juliol a setembre.

## Plantes nutrícies
Les larves s'alimenten de les fulles de diverses espècies de Quercus. Poden trobar-se d'abril a juny. L'espècie passa l'hivern com a ou.